# Franciszek Gajowniczek
Franciszek Gajowniczek (Strachomin, 15 novembre 1901 – Brzeg, 13 marzo 1995) è stato un militare polacco, ricordato per essere stato salvato dal bunker della fame del campo di concentramento di Auschwitz da Massimiliano Maria Kolbe, Santo della Chiesa Cattolica, che si sacrificò al suo posto. Sopravvissuto ai campi di sterminio nazisti in cui fu internato, trascorse il resto dei suoi giorni a raccontare la sua storia e l'atto eroico del Santo.

## Biografia
Nacque a Strachonim, città situata in quegli anni nella parte della Polonia sotto controllo russo, in una famiglia cattolica. Dopo la ricostituzione dello Stato di Polonia, si trasferisce a Varsavia, dove si sposa e ha due figli. Sergente nell'esercito polacco, viene arrestato a Zakopane dalle forze naziste mentre cerca di varcare il confine con la Slovacchia, dopo la battaglia di Modlin. Condannato prima ai lavori forzati a Tarnów, viene deportato nel campo di concentramento di Auschwitz l'8 ottobre 1941, numero di matricola 5659. 
Dopo la fuga di un internato, le Schutzstaffel decidono di punire gli internati uccidendone 10 nel bunker della fame. Gajowniczek scoppia a piangere, dicendo di avere una famiglia che lo attende a Varsavia: dopo aver udito queste parole, Massimiliano Maria Kolbe si offrirà di prendere il suo posto. Lo scambio viene accettato: Massimiliano Maria Kolbe morirà, infine, per un'iniezione letale dopo giorni passati a pregare, senza mostrare paura o disperazione. 
Trasferito nel campo di concentramento di Sachsenhausen il 25 ottobre 1944, lì verrà infine liberato dagli Alleati dopo più di 5 anni di prigionia nei lager nazisti. Tornato a casa, si riunirà alla moglie ma non ai figli, morti durante un bombardamento sovietico. 

### Dopo la Seconda guerra mondiale
Dopo la fine della guerra, Gajowniczek trascorse la vita a testimoniare l'atto eroico di padre Massimiliano Maria Kolbe. Fu ospite in Vaticano sia in occasione della beatificazione, celebrata il 17 ottobre 1971 da papa Paolo VI, sia in occasione della santificazione, celebrata il 10 ottobre 1982 da papa Giovanni Paolo II. Nel 1994 visitò la chiesa dedicata a Massimiliano Maria Kolbe a Houston, Texas. 
Gajowniczek morì il 13 marzo 1995, all'età di 93 anni, nella città di Brzeg. È seppellito nel cimitero del convento di Niepokalanów, fondato da Massimiliano Maria Kolbe nel 1927.
L'epitaffio sulla sua tomba recita: "Prigioniero di Oświęcim salvato dal martirio di San Massimiliano M. Kolbe"